# Egzemplaryzm (filozofia)
Egzemplaryzm (łac. exemplaris – wzór, przykład, model) – neoplatoński nurt w zachodniej filozofii starożytnej i średniowiecznej podkreślający, że świat został stworzony według idealnych wzorców rzeczy w umyśle Boga. Naukę tę w okresie starożytnym spotkamy u Filona Aleksandryjskiego, który był pod wpływem Platońskiej nauki o ideach (wielce prawdopodobne jest, że jest twórcą egzemplaryzmu). Egzemplaryzm zagościł również w teologii Augustyna z Hippony. Jednym z ważniejszych jego przedstawicieli w okresie średniowiecza jest Bonawentura z Bagnoregio.